# 14e cérémonie des Filmfare Awards

La quatorzième cérémonie des Filmfare Awards s'est déroulée en 1967 à Bombay en Inde.

## Palmarès
| Catégorie                                     | Lauréat                                                                                                   |
| --------------------------------------------- | --- |
| Meilleur film                                 | Guide - produit par Dev Anand - réalisé par Vijay Anand - avec Dev Anand, Waheeda Rehman et Leela Chitnis |
| Meilleur réalisateur                          | Vijay Anand (Guide)                                                                                       |
| Meilleur acteur                               | Dev Anand (Guide)                                                                                         |
| Meilleure actrice                             | Waheeda Rehman (Guide)                                                                                    |
| Meilleur acteur dans un second rôle           | Ashok Kumar (Afsana)                                                                                      |
| Meilleure actrice dans un second rôle         | Simi Garewal (Do Badan)                                                                                   |
| Meilleure performance dans un rôle comique    | Mehmood (Pyaar Kiye Jaa)                                                                                  |
| Meilleur compositeur                          | Shankar Jaikishan (Suraj)                                                                                 |
| Meilleur parolier                             | Hasrat Jaipuri pour « Baharon Phool Barsao » (Suraj)                                                      |
| Meilleur chanteur ou chanteuse de playback    | Mohammed Rafi pour « Baharon Phool Barsao » (Suraj)                                                       |
| Meilleure histoire                            | R.K. Narayan (Guide)                                                                                      |
| Meilleurs dialogues                           | Vijay Anand (Guide)                                                                                       |
| Meilleure photographie (noir & blanc)         | Jaywant Pathare (Anupama)                                                                                 |
| Meilleure photographie (couleur)              | Fali Mistry (Guide)                                                                                       |
| Meilleure direction artistique (noir & blanc) | Sant Singh (Yeh Raat Phir Na Aayegi)                                                                      |
| Meilleure direction artistique (couleur)      | Shanti Dass (Phool Aur Patthar)                                                                           |
| Meilleur son                                  | Manohar Amberkar (Mera Saaya)                                                                             |
| Meilleur montage                              | Vasant Borkar (Phool Aur Patthar)                                                                         |